# هشيش حرجي
هشيش حرجي (الاسم العلمي: Psathyrella silvestris) هو نوع من الفطريات يتبع جنس الهشيش من الفصيلة الهشيشية.